# الاتحاد الرياضي القرطاجني (كرة طائرة)
الاتحاد الرياضي القرطاجني للكرة الطائرة (بالفرنسية: Union sportive  Carthaginoise (volley-ball))‏، هو نادي كرة طائرة تونسي في مدينة قرطاج من ولاية تونس والذي يتنافس ضمن القسم الوطني الأول من البطولة التونسية للكرة الطائرة للرجال والبطولة التونسية للكرة الطائرة للسيدات إضافة إلى تمثيل تونس في المنافسات القارية والدولية.

## سجل ألقاب النادي للكرة الطائرة
فريق السيدات :
- البطولة التونسية للسيدات  (2) : 2008، 2011.

- كأس تونس للسيدات  (2) : 2011، 2011.

- كأس السوبر التونسي للسيدات  (1) : 2009.

- كأس الجامعة للسيدات  (1) : 2023.

♦ الدور النهائي  (1) : 2022

## مواضيع ذات علاقة
- الاتحاد الرياضي القرطاجني.

## وصلات خارجية
- صفحة الاتحاد الرياضي القرطاجني (كرة طائرة) على موقع كوووة.
- الموقع الرسمي للجامعة التونسية للكرة الطائرة.